# غوستافو كامبانهارو
غوستافو كامبانهارو (4 أبريل 1992 بكاكسياس دو سول في البرازيل - ) هو لاعب كرة قدم برازيلي في مركز الوسط. لعب مع أتلتيكو براغانتينو وفيورنتينا ونادي إيفيان ونادي جوفنتودي وهيلاس فيرونا.

## روابط خارجية
- غوستافو كامبانهارو على موقع قاعدة بيانات كرة القدم.إي يو (الإنجليزية)
- غوستافو كامبانهارو على موقع Soccerway.com (الإنجليزية)
- غوستافو كامبانهارو على موقع AS.com (الإسبانية)